# Науковий провулок (Сіверськодонецьк)
Науковий провулок — провулок у Сіверськодонецьку довжиною 230 метрів. Починається від вулиці Григорія Сковороди і упирається в тупик. Забудований одноповерховими житловими будинками.